# SummerSlam (1989)
SummerSlam 1989 est le deuxième SummerSlam, pay-per-view de catch de la World Wrestling Federation. Il s'est déroulé le 28 août 1989 au Meadowlands Arena situé à East Rutherford dans le New Jersey.

## Résultats
| #                                                          | Résultats | Stipulations                                           | Durée |
| ---------------------------------------------------------- | --- | ------------------------------------------------------ | ----- |
| Dark match                                                 | Dino Bravo bat Koko B. Ware | Match simple                                           | N/A   |
| 1                                                          | The Brain Busters (Arn Anderson et Tully Blanchard) (avec Bobby Heenan) battent The Hart Foundation (Bret Hart et Jim Neidhart)                             | Tag team match                                         | 16:23 |
| 2                                                          | Dusty Rhodes bat The Honky Tonk Man (avec Jimmy Hart) | Match simple                                           | 09:36 |
| 3                                                          | Mr. Perfect bat The Red Rooster | Match simple                                           | 03:21 |
| 4                                                          | Rick Martel et The Fabulous Rougeaus (Jacques et Raymond) (avec Jimmy Hart et Slick) battent Tito Santana et The Rockers (Shawn Michaels et Marty Jannetty) | 6-Man Tag Team Match                                   | 14:58 |
| 5                                                          | The Ultimate Warrior bat Rick Rude (c) (avec Bobby Heenan)                                                                                                  | Match simple pour le WWF Intercontinental Championship | 16:02 |
| 6                                                          | Jim Duggan et Demolition (Smash et Ax) battent André the Giant et The Twin Towers (The Big Boss Man et Akeem) (avec Bobby Heenan et Slick)                  | 6-Man Tag Team Match                                   | 07:23 |
| 7                                                          | Hercules bat Greg Valentine (avec Jimmy Hart) | Match simple                                           | 03:08 |
| 8                                                          | Ted DiBiase (avec Virgil) bat Jimmy Snuka | Match simple                                           | 06:27 |
| 9                                                          | WWF Champion Hulk Hogan et Brutus Beefcake (avec Miss Elizabeth) battent Randy Savage et Zeus (avec Sensational Sherri)                                     | Tag team match                                         | 15:04 |
| (c) désigne le champion défendant son titre dans le match. | |                                                        |       |